# Головино (Орловская область)
Головино — деревня в Урицком районе Орловской области России.
Входит в состав Архангельского сельского поселения.

## География
Расположена юго-восточнее деревни Жиляево на правом берегу реки Орлица.
Через Головино проходит просёлочная дорога, образующая улицу Головинскую.

## Население
| 2010 |
| ---- |
| 0    |

Опустевший населённый пункт.